# ماركو فيلا
ماركو فيلا (بالإيطالية: Marco Villa)‏ مواليد 8 فبراير 1969 في أبياتغراسو، إيطاليا، هو دراج إيطالي. شارك في دورة الألعاب الأولمبية الصيفية وفاز بميدالية أولمبية.

## الميداليات
| الميدالية | المسابقة                               |
| --------- | -------------------------------------- |
| برونزية   | الألعاب الأولمبية الصيفية 2000         |
| ذهبية     | بطولة العالم للدراجات على المضمار 1995 |

## روابط خارجية
- ماركو فيلا على موقع أرشيف الدراجات (الإنجليزية)
- ماركو فيلا على موقع إحصائيات الدراجات الإحترافية (الإنجليزية)
- ماركو فيلا على موقع CycleBase (الإنجليزية)
- ماركو فيلا على موقع أوليمبيديا (الإنجليزية)
- ماركو فيلا على موقع اللجنة الأولمبية الإيطالية (الإيطالية)